# Philadelphia Arena
Philadelphia Arena était une salle omnisports située à Philadelphie en Pennsylvanie.